# Charles Spiro

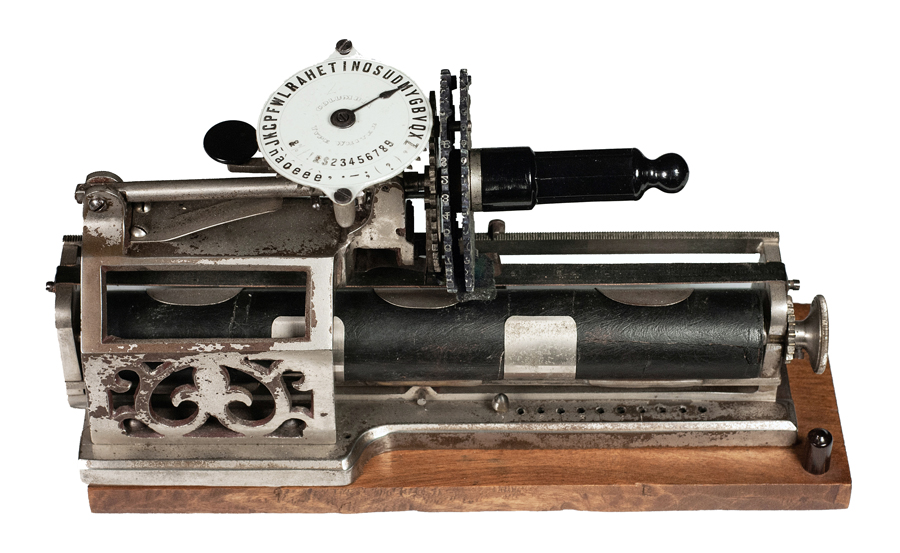
Máquina de escribir creada por Charles Spiro 1885-(Martin Howard Collection)

Charles Spiro (1 de enero de 1850 - 17 de diciembre de 1933) fue un inventor estadounidense quien posee 200 patentes de máquinas de escribir (Columbia, Bar-Lock y Visigraph), entre otras. Spiro nació y murió en la ciudad de Nueva York. Fue obligado a renunciar a su profesión de derecho después de 9 años de ejercicio y se centró en las invenciones. También fue presidente de C. Spiro Manufacturing Company of Yonkers.